# لايونيل باريمور
لايونيل باريمور (بالإنجليزية: Lionel Barrymore)‏ (اسمه عند الولادة لايونيل هربرت بلايث؛ 28 أبريل 1878 – 15 نوفمبر 1954)، ممثل أمريكيًا في المسرح، والسينما، والإذاعة، وأيضًا مخرجًا سينمائيًا. فاز بجائزة الأوسكار لأفضل ممثل عن أدائه في فيلم أ فري سول (روح حرة) (1930)، وأكثر ما يُعرف به للجماهير الحديثة هو دوره بشخصية السيد بوتر الشرير في فيلم فرانك كابرا إتس أ وندرفول لايف (إنها حياة رائعة) لعام 1946.
يُعرف أيضًا بشكل خاص بدور إبنزر سكروج في فيلم أ كريسماس كارول (ترنيمة عيد الميلاد) الذي كان يُبث سنويًا في فترة عيد الميلاد خلال العقدين الماضيين. يُشتهر لايونيل أيضًا بلعب دور الدكتور ليونارد غيليسبي في أفلام الدكتور كيلدير التسعة التابعة لشركة مترو غولدن ماير، وهو دور أعاد تأديته في ستة أفلام أخرى تركز فقط على غيليسبي، وفي مسلسل إذاعي بعنوان ذا ستوري أوف دكتور كيلدير. كان أيضًا عضوًا في عائلة باريمور المسرحية.

## نشأته
وُلِد لايونيل باريمور باسم لايونيل هربرت بلايث في فيلادلفيا، وهو ابن الممثلَين جورجيانا درو باريمور وموريس باريمور (اسمه عند الولادة هربرت آرثر تشامبرلين بلايث). كان لايونيل الأخ الأكبر لإيثيل وجون باريمور، وعم جون درو باريمور وديانا باريمور، وعم درو باريمور الأكبر، وغيرهم من أفراد عائلة باريمور. التحق بالمدارس الخاصة في طفولته، من ضمنها رابطة طلاب الفن في نيويورك.  بما يتوافق مع تربيته الكاثوليكية الرومانية، التحق باريمور بمدرسة الأكاديمية الأسقفية في فيلادلفيا. تخرج باريمور من مدرسة سيتون هول التحضيرية، وهي المدرسة التحضيرية للكلية الكاثوليكية الرومانية، في دفعة عام 1891.
تزوج مرتين، بالممثلتَين دوريس رانكين وآيرين فينويك، وكانت هذه الأخيرة إحدى عاشقات أخيه جون سابقًا. كانت شقيقة دوريس، غلاديس، متزوجة بعم ليونيل، سيدني درو، ما جعل غلاديس عمته وأخت زوجته في الوقت نفسه. أنجبت دوريس رانكين ابنتَين مع ليونيل، هما إثيل باريمور الثانية (1910-1908) وماري باريمور (1917-1916)، ولكن لم تعش أي منهما بعد سن الطفولة. لم يتعافَ باريمور بشكل حقيقي أبدًا من وفاة ابنتيه، وقد أدى فقدانهما بلا شك إلى تعرض زواجه بدوريس رانكين للإجهاد والتوتر، إلى أن انتهى في عام 1923. بعد سنوات من ذلك، نمت لدى باريمور عاطفة أبوية تجاه جين هارلو، التي وُلدت في نفس الوقت تقريبًا مع بناته. عندما توفيت هارلو في عام 1937، شارك باريمور وكلارك غيبل في الحداد عليها كما لو كانت من العائلة.

## روابط خارجية
- لايونيل باريمور على موقع IMDb (الإنجليزية)
- لايونيل باريمور على موقع الموسوعة البريطانية (الإنجليزية)
- لايونيل باريمور على موقع روتن توميتوز (الإنجليزية)
- لايونيل باريمور على موقع ألو سيني (الفرنسية)
- لايونيل باريمور على موقع تيرنر كلاسيك موفيز (الإنجليزية)
- لايونيل باريمور على موقع تيرنر كلاسيك موفيز (الإنجليزية)
- لايونيل باريمور على موقع أول موفي (الإنجليزية)
- لايونيل باريمور على موقع قاعدة بيانات برودواي على الإنترنت (الإنجليزية)
- لايونيل باريمور على موقع قاعدة بيانات برودواي على الإنترنت (الإنجليزية)
- لايونيل باريمور على موقع قاعدة بيانات الأفلام السويدية (السويدية)